# 何國澄
何國澄（1854年—1909年），字定韶，號清伯，子清。廣東省廣州府順德縣水藤鄉人，清朝政治人物、同進士出身。何國澧，何國溥之長兄。

## 生平
年幼時已沉迷學習，被當時的人以文弱書生看待。光緒十五年（1889年）己丑恩科鄉試中舉，光緒十六年（1890年），參加光緒庚寅科殿試，登進士三甲102名。同年五月，授內閣中書。為人見義勇為，清廉正直。曾有人想年贈三千元給國澄及兄弟二人，以換取同意在順德鄉間開賭，最終被嚴加拒絕。曾掌管潮州清遠書院，所得收入全歸父母，到去世時囊無一錢。有子七人。